# 7107 Peiser
7107 Peiser (1980 PB1) là một tiểu hành tinh vành đai chính được phát hiện ngày 15 tháng 8 năm 1980 bởi A. Mrkos ở Klet.